# Incendiul de la biserica din Costești, Argeș
Incendiul de la biserica din Costești a fost o tragedie ce a avut loc la 18 aprilie 1930, în localitatea Costești, când, în urma unui incendiu izbucnit la biserica din sat, au murit 116 persoane, majoritatea copii.
Pe 18 aprilie 1930, în ziua de Vinerea Mare (denumită ulterior „Paștele Negru”), o mică bisericuță de lemn din satul Băseni (Zorile), comuna Costești, județul Argeș, a fost distrusă de flăcări în timpul slujbei de Denie. Biserica, veche de câteva secole, măsura circa 24 m² și avea o intrare de doar 60 cm lățime (cu o ușă ce se deschidea către interior).
Flacăra a pornit în jurul orei 18:00, dintr-o lumânare plasată în sfeșnic, care a aprins accidental o coroană decorativă. Incendiul s‑a propagat rapid prin alte coronițe dar și prin podul bisericii. Fumul dens și prăbușirea turlei au blocat intrarea, iar aproximativ 130 de persoane (majoritar copii) au rămas captivi.
Dintre cei circa 130 aflați în interior, doar 14 au supraviețuit inițial, doi dintre aceștia murind ulterior. Astfel, s-a ajuns la un bilanț final de 116 - 118 decedați, majoritatea fiind copii, cu vârste cuprinse între 8 și 18 ani. Majoritatea au murit arși, intoxicați cu fum sau după ce acoperișul bisericii s-a prăbușit peste ei. Printre victime s‑a aflat și părintele satului, Dumitru Vișinescu, găsit carbonizat ținându‑și în brațe fiul de 11 ani.
Întreaga țară a intrat în doliu. M.S. Regina Maria și M.S. Regele Mihai I s-au deplasat de urgență la Costești, participând la funeralii. Înmormântarea a avut loc în a doua zi de Paște, fiind organizată de autorități și susținută de Biserica Ortodoxă Română, ziarul Universul și Familia Regală. Au fost colectate ajutoare din România, dar și din străinătate, inclusiv din SUA.
În urma tragediei, mai mulți părinți, copleșiți de vinovăție, au recurs la sinucidere, considerându‑se responsabili pentru moartea copiilor, întrucât ei fuseseră cei ce au pus copiii să stea în biserică.
La inițiativa Patriarhului Miron Cristea și cu sprijinul M.S. Regelui Carol al II-lea (și a ziarului Universul), a fost demarată o colectă națională. Materialele și fondurile (circa 10 milioane lei) au fost strânse rapid, iar între 1932 și 1934 a fost construită o nouă biserică în stil neoromânesc, la circa 2 km de locul tragediei, din piatră și cărămidă de Albești, cu două turle, purtând hramul Sfântului Ilie. Noul lăcaș a fost sfințit pe 21 iulie 1935 de episcopul Nichita Duma și patriarhul Miron Cristea, în prezența M.S. Regelui Carol al II-lea și a altor peste 5.000 de oameni.
Locul fostei biserici a devenit un sit memorial, cu un monument și o capelă memorială dedicată victimelor. 
De asemenea, pentru o lungă perioadă de timp, în sat nu au mai avut loc nunți, botezuri, cumetrii sau alte petreceri.
Tragedia din 1930 a scos în evidență pericolele construcțiilor vechi de lemn, iluminatului nesigur și al căilor de evacuare neconforme.
Dramatica întâmplare a constituit și subiectul unui film documentar, Focul, care a primit Marele Premiu la Festivalul-Concurs al filmului cu tematică religioasă, ”Lumină din lumină”.